# Vlaams Intersectoraal Akkoord
Een Vlaams Intersectoraal Akkoord (VIA) is een akkoord tussen de Vlaamse sociale partners enerzijds en de Vlaamse Regering anderzijds. 
De akkoorden hebben betrekking op alle thema's met een sociaaleconomische dimensie die behoren tot de bevoegdheid van de Vlaamse Gemeenschap of het Vlaams Gewest en worden voorbereid, onderhandeld en afgesloten in het sociaal overleg van de Sociaal-Economische Raad van Vlaanderen (SERV) en het Vlaams Economisch Sociaal Overlegcomité (VESOC).
Het eerste akkoord had betrekking op de periode 1999-2000, de daaropvolgende akkoorden hebben een loopduur van vijf jaar.
De Vlaamse overheid staat in voor de subsidiëring van de organisaties die de maatregelen, bepaald in deze akkoorden, uitvoeren.
De maatregelen die vervat zitten in de drie opeenvolgende VIA-akkoorden, kunnen gegroepeerd worden in drie rubrieken:
- verhoging van de koopkracht;
- verbetering van de kwaliteit van de arbeid: managementondersteuning, vorming, extra-verlof, werkdrukvermindering;
- uitbreiding van de werkgelegenheid.

Sociaal overleg · Collectieve arbeidsovereenkomst (CAO) · Vlaams Intersectoraal Akkoord (VIA)
Sociaal-Economische Raad van Vlaanderen (SERV) · Vlaams Economisch Sociaal Overlegcomité (VESOC)